# كريستينا كليمنتي
كريستينا كليمنتي (بالإنجليزية: Cristina Clemente)‏ (و. 1977 – م) هي كاتبة سيناريو، وكاتِبة من إسبانيا. ولدت في برشلونة. 

## وصلات خارجية
- كريستينا كليمنتي على موقع IMDb (الإنجليزية)
- كريستينا كليمنتي على موقع ألو سيني (الفرنسية)
- كريستينا كليمنتي على موقع قاعدة بيانات الفيلم (الإنجليزية)
- كريستينا كليمنتي على موقع كينوبويسك (الروسية)